# ملكيور

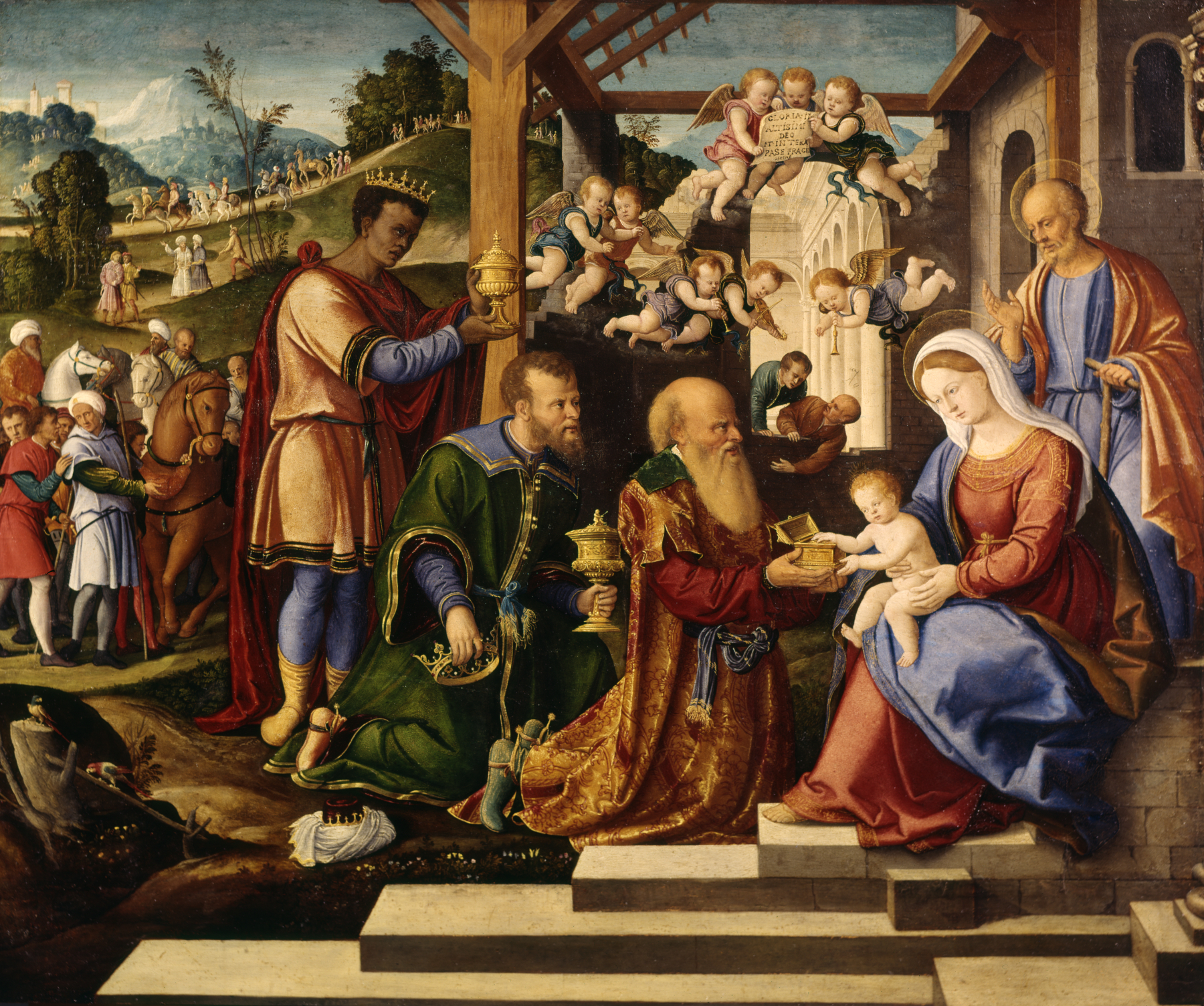
لوحة من قبل جيرولامو دي سانتاكورشي تمثل زيارة المجوس الثلاثة للمسيح الطفل

ملكيور أو ملكئير وهو اسم ورد في الثقافة الأوروبية المسيحية لأحد المجوس الثلاثة ألذين زاروا يسوع أثناء ولادته في بيت لحم مع كاسبار وبلطاصر بعد متابتعهم للنجم، وصف بأنه ملك فارس وهو من أهدى الذهب ليسوع ويعد قديسا في المسيحية مع الشخصيتين المجوسيتين الأخريين. ويعتقد أنه عاش حتى عمر 116 سنة وذكر أنه توفي في أرمينيا في سنة 55 ميلادية.